# Hermann Buse
Hermann Buse (Berlín, 27 de febrero de 1907 - Bremen, 1 de enero de 1945) fue un ciclista alemán que fue profesional entre 1929 y 1937.
El 1930 ganó la Vuelta en Alemania y la Lieja-Bastogne-Lieja. El 1932 gana una etapa al Giro de Italia y lleva la maglia rosa durante 5 días, un hito que no será repetida por ninguno otro ciclista alemán hasta el 1981. 

## Palmarés
1930
- Lieja-Bastogne-Lieja
- Vuelta en Alemania

1931
- 1 etapa en la Vuelta en Alemania

1932
- 1 etapa en el Giro de Italia

1935
- 1 etapa en el Tour de Córcega

1937
- 3.º en el Campeonato de Alemania en Ruta

## Grandes Vueltas y Campeonato del Mundo
| Carrera         | 1929 | 1930 | 1931 | 1932 | 1933 | 1934 | 1935 | 1936 | 1937 |
| --------------- | ---- | ---- | ---- | ---- | ---- | ---- | ---- | ---- | ---- |
| Giro de Italia  | -    | -    | -    | 16º  | 29º  | -    | -    | -    | -    |
| Tour de Francia | -    | Ab.  | 22º  | -    | Ab.  | Ab.  | -    | -    | -    |
| Vuelta a España | -    | -    | -    | -    | -    | -    | -    | -    | -    |
| Mundial en Ruta | -    | 13º  | -    | -    | -    | -    | -    | -    | -    |

-: no participa

Ab.: abandono